# Mahmud Hamdi Pascha
Mahmud Hamdi Pascha (* 1828 als Fischel Freund in Brzeziny, Polen; † 15. August 1885 in Beirut) war ein polnischer Jude, der im Militär des Osmanischen Reiches in die höchsten Ränge aufstieg, Gouverneur in Syrien und später Berater des Sultans wurde. 

## Leben
Fischel Freund (im Geburtsregister Gedalia Fiszel Frajnd) wurde 1828 als jüngster Sohn von Shlama Freund geboren. Die Jahre seiner Kindheit waren geprägt von Erzählungen aus dem Polnischen Aufstand von 1830. Nach seiner Bar Mitzwa wurde er mit 13 Jahren zu einem Uhrmacher in die Lehre gegeben. Zusätzlich engagierte sein Vater einen Lehrer, der ihn in Deutsch und Polnisch unterrichtete, seine Muttersprache war also offensichtlich das Jiddische. Als sein Vater durch einen Losgewinn zu plötzlichem Wohlstand gelangte, eignete sich der 15- oder 16-Jährige eine beträchtliche Summe Geldes an und zog in die Welt. 
Für einige Zeit hielt er sich in Deutschland auf, wo er den Namen Fischel-Ferdinand gebrauchte, und gelangte schließlich mittellos nach Ungarn. In Budapest fand er Arbeit in einer Weinschänke. Hier nahm ihn ein hoher ungarischer Kavallerieoffizier als Offiziersbursche in  seine Dienste. Durch die Empfehlung dieses Offiziers schloss sich Fischel Freund beim Ungarischen Aufstand von 1848 dem Volkshelden Lajos Kossuth an und kämpfte an dessen Seite für die Unabhängigkeit Ungarns. Er wurde schnell zum Offizier befördert und erwarb zahlreiche Auszeichnungen. 
Als der Ungarische Aufstand niedergeschlagen wurde, ging Fischel Freund in die Türkei, wo er zum Islam konvertierte und sich der Armee anschloss. Seine militärische Karriere entwickelte sich mit hoher Geschwindigkeit. Als im Jahr 1853 der Krimkrieg ausbrach, wurde er als früherer russischer Staatsbürger als Spion denunziert und nach Rhodos verbannt. Der polnische Dichter Adam Mickiewicz, der 1853 nach Konstantinopel kam, um dort polnische und jüdische Einheiten für den Krimkrieg gegen Russland zu sammeln, hörte vom Schicksal seines Landsmannes. Er überzeugte den Sultan, die Angelegenheit noch einmal zu untersuchen. Danach konnte er nach Konstantinopel zurückkehren, wo er fortan unter dem Schutz des Sultans stand. 
Im Krieg gegen Montenegro sammelte Fischel Freund, der sich nun Mahmud Hamid nannte, Kampferfahrung. Als er eines Tages den Eindruck gewann, dass sein Vorgesetzter sich in einer schwierigen Lage ergeben wollte, enthauptete er diesen kurzerhand. Der Sultan zeigte sich hiervon beeindruckt und beförderte ihn zum Pascha. 
Die Friedensverhandlungen mit Montenegro und Serbien blieben erfolglos, und schließlich trat 1877 auch noch Russland in den Krieg gegen das Osmanische Reich ein, während Großbritannien auf türkischer Seite kämpfte. Mahmud Pascha erhielt in diesem Krieg hohe militärische Auszeichnungen, darunter auch eine der englischen Königin Victoria. Der Sultan ernannte ihn zum Gouverneur für Syrien. Nach dem Ende des Krieges im Jahr 1878 machte ihn der neue Sultan  Abdul Hamid zum Wesir und zu einem engen Berater. 
Mahmud Pascha setzte sich später auch in Konstantinopel für seine früheren Glaubensbrüder ein und erreichte verschiedene Verbesserungen für die jüdische Minderheit. Zu seinen polnischen Verwandten hatte Mahmud Pascha in dieser Zeit wieder Kontakt, unter anderem schickte er ihnen regelmäßig Geld. Sein Schwager besuchte ihn in Konstantinopel, bei einem zweiten Besuch wurde er auch von seiner Frau, Fischel Freunds Schwester, und seinem Schwiegersohn begleitet. Zu einem geplanten Gegenbesuch in seiner Geburtsstadt Brzeziny kam Mahmud Pascha allerdings nicht mehr, da er vor der Ausführung in Beirut an der Malaria starb.

## Namen
Fischel Freund oder Mahmud Pascha verwendete im Laufe seines Lebens verschiedene Namen. In das  Geburtsregister der Stadt Brzeziny wurde er in polnischer Schreibweise als Gedalia Fiszel Frajnd eingetragen. Später in Deutschland und wohl auch in Ungarn nannte er sich Fischel-Ferdinand, im Osmanischen Reich Mahmud Hamid oder Mahmud Hamdi, zum Teil mit dem Zusatz Magyar, Macar oder Madzer mit der Bedeutung der Ungar. 
All diese Namen haben in den verschiedenen Sprachen, mit denen Fischel Freund zu tun hatte (vor allem Jiddisch, Hebräisch, Polnisch, Deutsch, Türkisch), unterschiedliche Formen und Schreibweisen, hinzu kommen die Schreibweisen in den Quellen und der Literatur, so dass es nicht immer einfach ist, zu beurteilen, ob eine Quelle tatsächlich von dieser Person handelt.